# Maly Delschaft

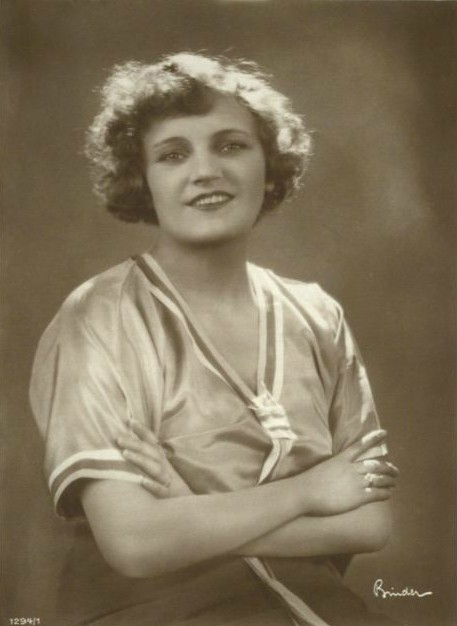

Martha Amalie Delschaft (* 4. Dezember 1898 in Hamburg; † 20. August 1995 in Berlin) war eine deutsche Schauspielerin und seit etwa 1920 in vielen Spielfilmrollen zu sehen.

## Leben

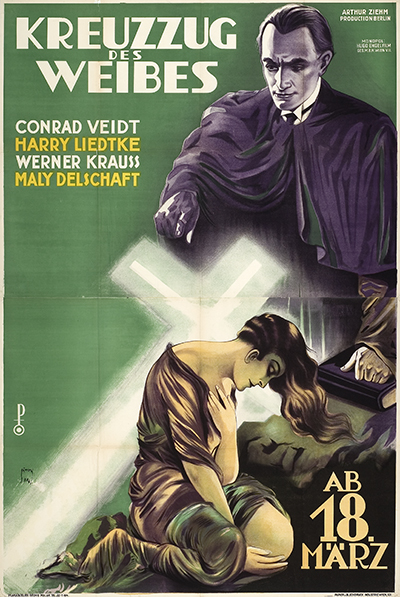
„Kreuzzug des Weibes“;
mit Conrad Veidt, Harry Liedtke, Werner Krauss u. a.;
Filmplakat 1926 von Lipót Sátori im Atelier Georg Pollak

Die Tochter des Stuckateurs Hermann Friedrich Julius Delschaft und seiner Ehefrau Ida Caroline Christiane, geborene Hillermann, spielte auf Vermittlung ihrer Mutter 1907 am Thalia Theater in Hamburg in einer Bühnenadaption von Anna Karenina eine Knabenrolle.
Nach Schauspielunterricht während der Zeit des Ersten Weltkriegs durch Carl Wagner und Franz Kreidemann debütierte sie 1917 am Stadttheater Bremen. Als Luise Miller war sie hier noch im selben Jahr in Kabale und Liebe erstmals Hauptdarstellerin.
Über ein Engagement in Breslau 1919 wechselte sie Anfang der 1920er-Jahre nach Berlin, spielte dort an verschiedenen Theaterbühnen wie dem Berliner Theater und kam zum Film. Ihre erste wichtige Stummfilmrolle erhielt sie 1924 an der Seite von Emil Jannings in Der letzte Mann. Ähnlich bedeutsam für ihren Durchbruch wurde für sie die Produktion Varieté (1925), wo erneut Jannings ihr Partner war.
In der zweiten Hälfte der 1920er-Jahre avancierte sie zum Stummfilmstar. Sie spielte typische Berliner Mädel, konnte allerdings außer in dem Tendenzfilm um § 218 Kreuzzug des Weibes (1926) keine besondere Aufmerksamkeit mehr hervorrufen. Die ursprünglich für sie vorgesehene Rolle der Lola Lola in Der blaue Engel ging an Marlene Dietrich.
Im Tonfilm wurden dann ihre Rollen immer kleiner, so dass sie sich verstärkt der Theaterarbeit widmete. 1933/34 trat sie am Kabarett der Komiker auf, 1934 bis 1936 an der Komischen Oper, der Volksbühne und am Theater am Nollendorfplatz, danach vor allem am Theater in der Behrenstraße. Während des Krieges war sie 1941 als Hauptdarstellerin in dem Schwank Der rote Unterrock erfolgreich, womit sie auch auf Tournee für die Truppenbetreuung in Frankreich ging.
Nach 1945 wirkte sie in 16 DEFA-Filmen mit. In Familie Benthin (1950) erlebt sie als in Westdeutschland lebende Mutter, dass ihre Familienangehörigen im Osten besser gestellt sind, und in Die Sonnenbrucks ebenso wie in Das Beil von Wandsbek mimte sie eine verbohrte Nationalsozialistin.

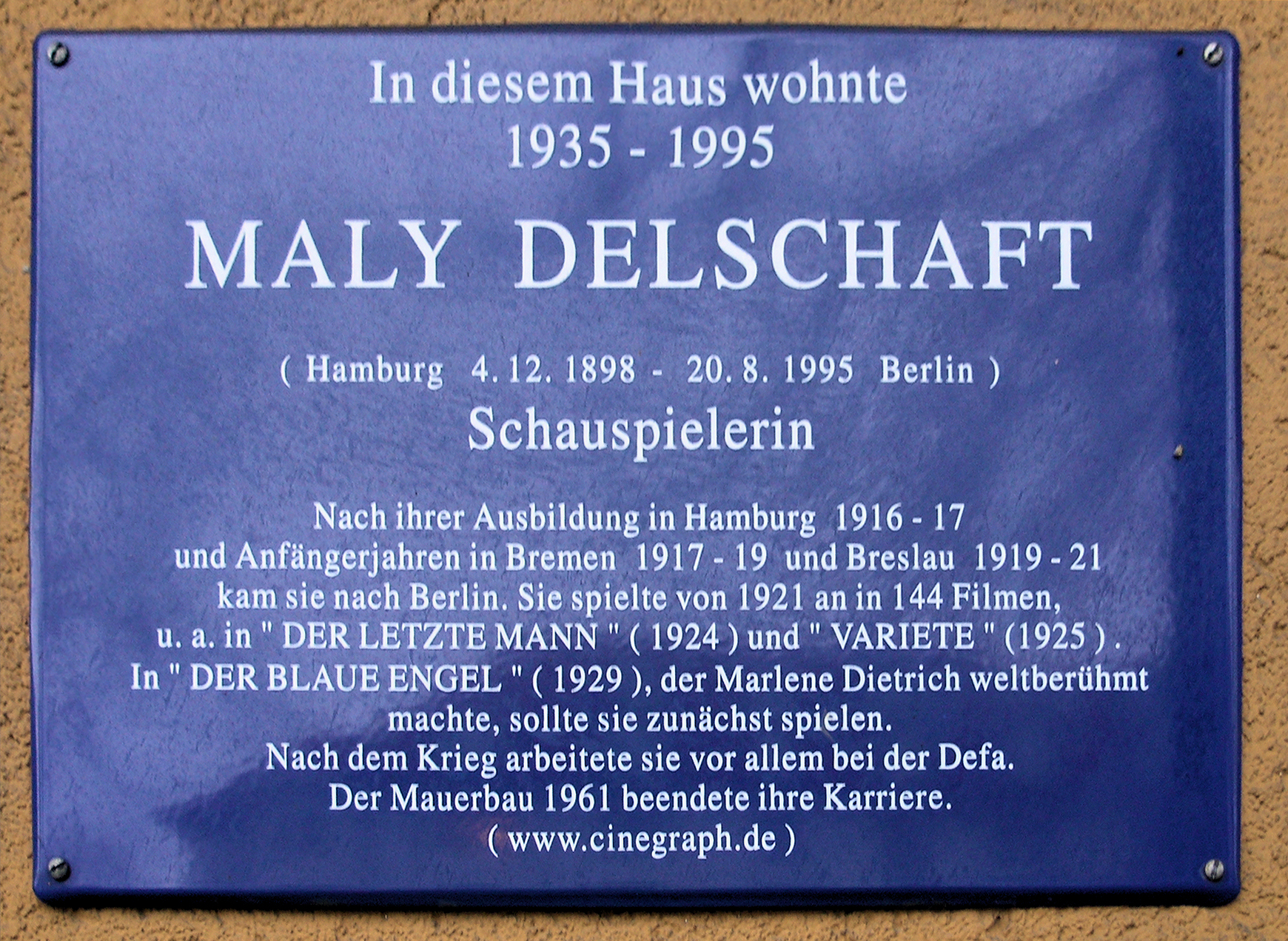
Gedenktafel am Haus Kaiserdamm 89, in Berlin-Westend

Bis zum Mauerbau 1961 gehörte sie der Ost-Berliner Volksbühne an. Danach erhielt die in West-Berlin lebende Künstlerin kaum noch Auftrittsmöglichkeiten. 1970 wurde ihr für ihr Lebenswerk das Filmband in Gold verliehen. Im Dezember 1998 widmete ihr die Deutsche Kinemathek in Berlin zum 100. Geburtstag im Arsenal-Kino eine Retrospektive. Die Gedenktafel an ihrem langjährigen Wohnsitz wurde 2001 angebracht. Seit 2016 gibt es im Potsdamer Ortsteil Groß Glienicke einen Maly-Delschaft-Weg.

## Filmografie (Auswahl)
- 1920: Die Berliner Range
- 1921: Der Liebling der Frauen
- 1921: Danton
- 1923: Dämon Zirkus
- 1923: Dudu, ein Menschenschicksal
- 1924: Der letzte Mann
- 1924: Lumpen und Seide
- 1925: Sündenbabel
- 1925: Der Mann auf dem Kometen
- 1925: Die drei Portiermädel
- 1925: Die unberührte Frau
- 1925: Die Anne-Liese von Dessau
- 1925: Varieté
- 1925: Die eiserne Braut
- 1925: Wenn du eine Tante hast
- 1925: Der Hahn im Korb
- 1925: Die da unten
- 1926: Der Mann ohne Schlaf
- 1926: Die letzte Droschke von Berlin
- 1926: Die Wiskottens
- 1926: Die Liebesbriefe des schönen Franz
- 1926: Die Fahrt ins Glück
- 1926: Die Kleine und ihr Kavalier
- 1926: Jagd auf Menschen
- 1926: Im weißen Rößl
- 1926: Kreuzzug des Weibes
- 1926: Die Abenteuer eines Zehnmarkscheines
- 1926: Als ich wiederkam
- 1926: Mitgiftjäger
- 1927: Unter Ausschluß der Öffentlichkeit
- 1927: Liebe geht seltsame Wege
- 1927: Das Recht zu leben / Das Recht der Mutter
- 1927: Die Lindenwirtin am Rhein
- 1927: Der Fluch der Vererbung
- 1927: Die Strecke
- 1927: Die Ausgestoßenen
- 1927: Petronella
- 1928: Casanovas Erbe
- 1928: Herr Meister und Frau Meisterin
- 1928: Das Lied, das meine Mutter sang
- 1928: Das Schicksal derer von Habsburg
- 1928: Sechzehn Töchter und kein Papa
- 1929: Das Recht der Ungeborenen
- 1929: Die keusche Kokotte
- 1929: Eros in Ketten
- 1929: Andreas Hofer
- 1929: Unschuld (Die kleine Veronika)
- 1930: Die Sünde der Lissy Kraft
- 1930: Verklungene Träume
- 1931: Dienst ist Dienst
- 1931: Meine Frau, die Hochstaplerin
- 1931: Keine Feier ohne Meyer
- 1931: Strohwitwer
- 1933: K 1 greift ein
- 1933: Heimat am Rhein
- 1934: Wilhelm Tell
- 1934: Nur nicht weich werden, Susanne!
- 1935: Liselotte von der Pfalz
- 1938/47: Altes Herz geht auf die Reise
- 1939: Paradies der Junggesellen
- 1940: Angelika
- 1940: Hochzeitsnacht
- 1942: Mit den Augen einer Frau
- 1943: Die große Nummer
- 1943: Die goldene Spinne
- 1944: Am Vorabend
- 1948: Affaire Blum
- 1948: Schuld allein ist der Wein
- 1950: Der Kahn der fröhlichen Leute
- 1950: Familie Benthin
- 1950: Die Jungen von Kranichsee
- 1951: Die Sonnenbrucks
- 1951: Das Beil von Wandsbek
- 1952: Frauenschicksale
- 1953: Anna Susanna
- 1954: Leuchtfeuer
- 1955: Ich war ein häßliches Mädchen
- 1955: Vor Gott und den Menschen
- 1955: Star mit fremden Federn
- 1955: Alibi
- 1956: Thomas Müntzer – Ein Film deutscher Geschichte
- 1955: Das verbotene Paradies
- 1957: Witwer mit fünf Töchtern
- 1957: Die Schönste
- 1958: Das verbotene Paradies
- 1958: Emilia Galotti
- 1958: Nur eine Frau
- 1958: Meine Frau macht Musik
- 1958: Worüber man nicht spricht
- 1958: Das gab’s nur einmal (als sie selbst)
- 1958: Der Mann im Strom
- 1958: Der Czardas-König
- 1959: Ja, so ein Mädchen mit 16
- 1960: Kein Ärger mit Cleopatra
- 1960: Ich schwöre und gelobe
- 1961: Zwei unter Millionen

## Theater
- 1954: Leo Tolstoi: Anna Karenina (Fürstin Mjachkaja) – Regie: Werner Stewe (Volksbühne Berlin)
- 1958: Pavel Kohout: So eine Liebe – Regie: Otto Tausig (Volksbühne Berlin)
- 1960: Ludwig Thoma: Moral – Regie: Ernst Kahler (Volksbühne Berlin)
- 1961: Robert Adolf Stemmle/Erich Engel: Affäre Blum (Anna) – Regie: Hagen Mueller-Stahl (Volksbühne Berlin)

## Auszeichnungen
1970: Filmband in Gold für langjähriges und hervorragendes Wirken im deutschen Film